# Nekrolog 1. Quartal 1929
Nekrolog
◄◄
| ◄
| 1925
| 1926
| 1927
| 1928
| 1929 | 1930 | 1931 | 1932 | 1933 | ► | ►►
1. Quartal |
2. Quartal |
3. Quartal |
4. Quartal 1929
Weitere Ereignisse | Allgemeiner Nekrolog 1929
Die Beschreibung der verstorbenen Person sollte so kurz wie möglich gehalten sein und nur deren signifikante Tätigkeit(en) enthalten.
Neue Namen ggf. auch unter dem Geburts- und Sterbedatum, also etwa unter 1. Januar und im Geburts- und Sterbejahr (2024) eintragen (nur bei entsprechender großer Wichtigkeit). Für Beispiele siehe die schon vorhandenen Artikel.
Außerdem über die fünf zuletzt Verstorbenen, zu denen es einen ausreichend guten Artikel für eine Präsentation auf der Hauptseite gibt, nach der todesbedingten Überarbeitung der Artikel ggf. auch unter Wikipedia Diskussion:Hauptseite informieren und sie am besten auch in den anderen Wikipedia-Sprachversionen eintragen. Tipp: Regelmäßig bei news.google.de nach „ist tot“, „gestorben“ oder „verstorben“ suchen.
Wenn eine Person gestorben ist, gibt es viele Seiten zu dieser Person in der Wikipedia, die davon auch betroffen sind und entsprechend aktualisiert werden müssen. Beispiele: Namenübersichtsseite, Geburtsjahr, Geburtsort-Seiten und viele mehr.
Wie finde ich die betroffenen Seiten?
Im Suchfeld auf der linken Seite gibt man den Suchbegriff so ein: „Vorname Nachname“. Dann klickt man auf Volltext und alle Seiten mit entsprechendem Suchtext werden aufgerufen. Hier sieht man dann schnell, wo auch das Todesjahr Sinn macht oder sogar ein Teil des Artikels angepasst werden muss. Auch hilft das „Werkzeug“ auf der linken Seite sehr gut, um solche Seiten aufzufinden: „Links auf diese Seite“. Somit ist die Wikipedia wieder aktuell in allen Bereichen! Hinweis: bei Eintragung der Kategorie „Gestorben JAHR“ wird der Missbrauchsfilter 49 ausgelöst, was jedoch nicht schlimm ist. Siehe: Spezial:Missbrauchsfilter/49
Dies ist eine Liste von im ersten Quartal 1929 verstorbenen bekannten Persönlichkeiten. Die Einträge erfolgen innerhalb der einzelnen Daten alphabetisch sortiert. Tiere sind im Nekrolog für Tiere zu finden.

## Januar
| Tag           | Name                           | Beruf, bekannt als                                                                                  | Alter | Beleg |
| ------------- | ------------------------------ | --------------------------------------------------------------------------------------------------- | ----- | ----- |
| 1. Januar     | Burton Downing                 | US-amerikanischer Radrennfahrer                                                                     | 43    |       |
| 1. Januar     | Hermann Reincke-Bloch          | deutscher Historiker, Hochschullehrer und Politiker (DVP)                                           | 61    |       |
| 1. Januar     | George Holt Thomas             | britischer Verleger und Luftfahrtpionier                                                            | 58    |       |
| 1. Januar     | Karl Steiner                   | deutscher Verwaltungsbeamter                                                                        | 67    |       |
| 1. Januar     | Erich Wichmann                 | niederländischer Künstler und Faschist                                                              | 38    |       |
| 2. Januar     | Richard Büchner                | deutscher Schachkomponist                                                                           | 20    |       |
| 2. Januar     | Anna Maxwell                   | US-amerikanische Krankenschwester                                                                   | 77    |       |
| 3. Januar     | William C. Adamson             | US-amerikanischer Politiker                                                                         | 74    |       |
| 3. Januar     | Ignaz Klug                     | deutscher Theologe                                                                                  | 51    |       |
| 3. Januar     | Charles L. Knapp               | US-amerikanischer Jurist und Politiker                                                              | 81    |       |
| 3. Januar     | Martin Körte                   | deutscher Maler                                                                                     | 71    |       |
| 3. Januar     | Antoni Kozakiewicz             | polnischer Maler                                                                                    |       |       |
| 4. Januar     | Henry de Dorlodot              | belgischer Paläontologe und Geologe                                                                 | 73    |       |
| 4. Januar     | Guilherme de Faria             | portugiesischer Lyriker                                                                             | 21    |       |
| 4. Januar     | Carl William Klawitter         | Werftbesitzer                                                                                       | 72    |       |
| 4. Januar     | Paul Paede                     | deutscher Maler                                                                                     | 60    |       |
| 4. Januar     | Carl Unger                     | deutscher Maschinenbauingenieur, Theosoph und Anthroposoph                                          | 50    |       |
| 4. Januar     | Eduard Zache                   | deutscher Geologe und Pädagoge                                                                      | 66    |       |
| 5. Januar     | Erich Becher                   | deutscher Philosoph und Psychologe                                                                  | 46    |       |
| 5. Januar     | Eduard Miglitz                 | österreichischer Mediziner                                                                          | 62    |       |
| 6. Januar     | Louisine W. Havemeyer          | amerikanische Kunstsammlerin, Mäzenin und Frauenrechtlerin                                          | 73    |       |
| 6. Januar     | John H. Lewis                  | US-amerikanischer Politiker                                                                         | 98    |       |
| 6. Januar     | Tex Rickard                    | US-amerikanischer Boxpromoter                                                                       | 58    |       |
| 6. Januar     | Nikolai Nikolajewitsch Romanow | Großfürst von Russland                                                                              | 72    |       |
| 6. Januar     | Erich Wallroth                 | deutscher Syndikus und Diplomat                                                                     | 52    |       |
| 7. Januar     | Amédée Dutacq                  | französischer Komponist                                                                             | 80    |       |
| 7. Januar     | Rudolf Handmann                | österreichischer Jesuit und Naturwissenschaftler                                                    | 87    |       |
| 7. Januar     | Henry Arthur Jones             | englischer Dramatiker                                                                               | 77    |       |
| 7. Januar     | Adolf Mensing                  | preußischer Seeoffizier und Hydrograph                                                              | 83    |       |
| 7. Januar     | Gottlieb Ringier               | Schweizer Politiker und Bundeskanzler                                                               | 91    |       |
| 7. Januar     | Eugenio Tosi                   | italienischer Geistlicher, Kardinal der römisch-katholischen Kirche und Erzbischof von Mailand      | 64    |       |
| 8. Januar     | Ernst von Mohl                 | deutscher Altphilologe und Hochschullehrer                                                          | 79    |       |
| 9. Januar     | Paul Maillefer                 | Schweizer Politiker (FDP)                                                                           | 66    |       |
| 9. Januar     | Jaques Louis Reverdin          | Schweizer Chirurg und Schmetterlingsforscher                                                        | 86    |       |
| 10. Januar    | Karl Heun                      | deutscher Mathematiker                                                                              | 69    |       |
| 10. Januar    | Julio Antonio Mella            | kubanischer Politiker, Mitbegründer der Kommunistischen Partei Kubas                                | 25    |       |
| 10. Januar    | Josef Pfluger                  | österreichischer Geistlicher, Weihbischof in Wien                                                   | 71    |       |
| 10. Januar    | Anna Schober                   | deutsche Jugendschriftstellerin                                                                     | 81    |       |
| 10. Januar    | Karl von Škoda                 | böhmisch-österreichischer Unternehmer                                                               | 50    |       |
| 10. Januar    | Heinrich Trinowitz             | deutscher Gewerkschafter und Politiker (SPD)                                                        | 49    |       |
| 11. Januar    | Elfrida Andrée                 | schwedische Organistin und Komponistin                                                              | 87    |       |
| 12. Januar    | Ivar Böhling                   | finnischer Ringer                                                                                   | 39    |       |
| 12. Januar    | John Marshall Gorham           | britischer Teilnehmer bei olympischen Motorbootwettkämpfen                                          | 75    |       |
| 12. Januar    | Adolf Horchler                 | deutscher Kommunalpolitiker, Heimatforscher und Königlicher Hofrat                                  | 80    |       |
| 12. Januar    | Karl Krall                     | deutscher Tierforscher                                                                              | 65    |       |
| 12. Januar    | Hortense Parent                | französische Pianistin, Klavierpädagogin und Komponistin                                            | 91    |       |
| 12. Januar    | Dietrich Schäfer               | deutscher Historiker                                                                                | 83    |       |
| 13. Januar    | Marie Andree-Eysn              | österreichische Volkskundlerin                                                                      | 81    |       |
| 13. Januar    | Pierre Batiffol                | französischer römisch-katholischer Geistlicher und Kirchenhistoriker                                | 67    |       |
| 13. Januar    | Arthur von Buddenbrock         | deutscher Gutsbesitzer und Politiker, MdR                                                           | 78    |       |
| 13. Januar    | Wyatt Earp                     | nordamerikanischer Revolverheld                                                                     | 80    |       |
| 13. Januar    | Frank Eddy                     | US-amerikanischer Politiker                                                                         | 72    |       |
| 13. Januar    | Charles James Faulkner         | US-amerikanischer Politiker                                                                         | 81    |       |
| 13. Januar    | Henry John Horstman Fenton     | englischer Chemiker                                                                                 | 74    |       |
| 13. Januar    | Emil Fuchs                     | österreichischer Bildhauer, Medailleur, Grafiker und Maler                                          | 62    |       |
| 13. Januar    | Wilhelm Haverkamp              | deutscher Bildhauer                                                                                 | 64    |       |
| 13. Januar    | Erich Thiele                   | deutscher Flugpionier                                                                               | 45    |       |
| 14. Januar    | Richard Grelling               | deutscher Autor und Pazifist                                                                        | 75    |       |
| 14. Januar    | Sergei Alexandrowitsch Nilus   | religiöser russischer Schriftsteller und Antisemit                                                  | 66    |       |
| 14. Januar    | Jules Rolland                  | französischer Turner                                                                                | 51    |       |
| 14. Januar    | Fernand Widal                  | französischer Mediziner, Bakteriologe und Pathologe                                                 | 66    |       |
| 15. Januar    | William Boyd Dawkins           | britischer Geologe und Paläontologe                                                                 | 91    |       |
| 15. Januar    | Philipp Braun                  | deutscher Altphilologe und Schulleiter                                                              | 84    |       |
| 15. Januar    | Arthur Feudel                  | deutsch-amerikanischer Maler                                                                        | 71    |       |
| 15. Januar    | Theodor Gottlieb               | österreichischer Bibliothekar und klassischer Philologe                                             | 68    |       |
| 15. Januar    | Robert M. Lively               | US-amerikanischer Politiker                                                                         | 74    |       |
| 15. Januar    | Gerhard Munthe                 | norwegischer Maler, Grafiker und Designer                                                           | 79    |       |
| 15. Januar    | Reginald Talbot                | britischer Generalmajor und Mitglied des House of Commons, Gouverneur von Victoria                  | 87    |       |
| 15. Januar    | Walter Thor                    | deutscher Maler und Grafiker                                                                        | 58    |       |
| 15. Januar    | Friedrich Weitz                | deutscher Kaufmann                                                                                  | 63    |       |
| 16. Januar    | Charles E. Belknap             | US-amerikanischer Politiker                                                                         | 82    |       |
| 16. Januar    | Josef Deitmer                  | deutscher katholischer Theologe und Weihbischof                                                     | 63    |       |
| 16. Januar    | Ludwig Kohlfürst               | österreichischer Techniker                                                                          | 88    |       |
| 16. Januar    | Ernst Julius Zimmermann        | Lehrer der Zeichenakademie und Historiker                                                           | 73    |       |
| 17. Januar    | Joseph Goldberger              | US-amerikanischer Mediziner                                                                         | 54    |       |
| 17. Januar    | Hans Jaspar von Maltzahn       | preußischer Politiker und pommerscher Rittergutsbesitzer                                            | 59    |       |
| 17. Januar    | Kurt Nietner                   | deutscher Hofgärtner, nach der Monarchie (ab 1920) mit dem Titel Garteninspektor                    | 69    |       |
| 18. Januar    | Theodore Arthur Burrows        | kanadischer Politiker und Unternehmer, Vizegouverneur von Manitoba                                  | 71    |       |
| 18. Januar    | Charles Riquier                | französischer Mathematiker                                                                          |       |       |
| 18. Januar    | Caspar Whitney                 | amerikanischer Sportfunktionär, Unternehmer, Schriftsteller                                         | 64    |       |
| 19. Januar    | Michael E. Driscoll            | US-amerikanischer Politiker                                                                         | 77    |       |
| 19. Januar    | Liang Qichao                   | chinesischer Gelehrter, Journalist, Philosoph und Reformer                                          | 55    |       |
| 19. Januar    | Emil Streichert                | deutscher Architekt und Baubeamter                                                                  | 81    |       |
| 20. Januar    | Maria Beccadelli di Bologna    | Berliner Salonière                                                                                  | 80    |       |
| 20. Januar    | Ludwig Hansohn                 | deutscher Ingenieur und Mitglied des Provinziallandtages der Provinz Hessen-Nassau                  | 49    |       |
| 20. Januar    | Hans Holfelder                 | österreichisch-deutscher Rechtsextremist der Weimarer Republik                                      | 28    |       |
| 20. Januar    | Konrad Viktor Pressel          | Schweizer Wasserbauingenieur und Hochschullehrer                                                    | 71    |       |
| 20. Januar    | Rudolf Wünzer                  | Landtagsabgeordneter Volksstaat Hessen                                                              | 66    |       |
| 21. Januar    | Étienne Aymonier               | französischer Beamter in der Kolonialverwaltung Kambodschas                                         | 85    |       |
| 21. Januar    | Therese Dahn                   | deutsche Schriftstellerin                                                                           | 83    |       |
| 21. Januar    | Theodor Gmür                   | Schweizer Organist, Komponist und Hochschullehrer                                                   | 69    |       |
| 21. Januar    | Hovhannes XII. Arscharouni     | armenisch-apostolischer Patriarch von Konstantinopel (1911–1913)                                    |       |       |
| 21. Januar    | Theodor Kleehaas               | deutscher Maler                                                                                     | 74    |       |
| 21. Januar    | Hermann Romberg                | deutscher Schauspieler                                                                              | 46    |       |
| 21. Januar    | Cornelius Rübner               | dänischer Komponist, Pianist und Musikpädagoge                                                      | 75    |       |
| 22. Januar    | Adolph Brodsky                 | russischer Geiger                                                                                   | 77    |       |
| 22. Januar    | Toby Cohn                      | deutscher Neurologe und Psychiater                                                                  | 62    |       |
| 22. Januar    | Emma Cooke                     | US-amerikanische Bogenschützin                                                                      | 44    |       |
| 22. Januar    | Jonathan Dwight                | US-amerikanischer Arzt und Ornithologe                                                              | 70    |       |
| 22. Januar    | Cornelis Lely                  | niederländischer Wasserbauingenieur, Gouverneur und Politiker                                       | 74    |       |
| 22. Januar    | Hans Moos                      | Schweizer Agronom                                                                                   | 66    |       |
| 22. Januar    | Ernst Raydt                    | deutscher Fußballspieler                                                                            | 48    |       |
| 22. Januar    | Ernst von Seydewitz            | sächsischer Finanzminister                                                                          | 77    |       |
| 23. Januar    | Marco Anzoletti                | italienischer Komponist und Geiger                                                                  | 61    |       |
| 23. Januar    | Wilhelm Baehrens               | deutscher klassischer Philologe                                                                     | 43    |       |
| 23. Januar    | Nicolás León                   | mexikanischer Mediziner, Archäologe, Anthropologie und Ethnologe                                    | 69    |       |
| 23. Januar    | Josef Pomiankowski             | österreichischer General im Ersten Weltkrieg                                                        | 62    |       |
| 23. Januar    | Ernst Wenck                    | deutscher Bildhauer                                                                                 | 63    |       |
| 24. Januar    | Wilfred Baddeley               | britischer Tennisspieler                                                                            | 57    |       |
| 24. Januar    | Stanislaus von Dönhoff         | deutscher Standesherr, Verwaltungs- und Hofbeamter                                                  | 66    |       |
| 24. Januar    | Alexander Florstedt            | Schriftsteller                                                                                      | 65    |       |
| 24. Januar    | Rafael Rodríguez Padilla       | guatemaltekischer Maler, Grafiker und Bildhauer                                                     | 39    |       |
| 25. Januar    | Franz Xaver Kugler             | deutscher Mathematiker und Astronomiehistoriker                                                     | 66    |       |
| 25. Januar    | Heinrich Oidtmann III          | deutscher Unternehmer                                                                               | 40    |       |
| 25. Januar    | Oscar Underwood                | US-amerikanischer Politiker (Demokratische Partei)                                                  | 66    |       |
| 26. Januar    | Elisabeth Caland               | deutsche Pianistin, Klavierpädagogin und Theoretikerin der Klaviertechnik                           | 67    |       |
| 26. Januar    | Friedrich Grabowsky            | deutscher Zoologe, Ethnograf, Höhlenforscher und Sammler von Vogelbälgen                            | 71    |       |
| 26. Januar    | William Edwin Haesche          | US-amerikanischer Komponist                                                                         | 61    |       |
| 26. Januar    | Constantin Le Paige            | belgischer Mathematiker                                                                             | 76    |       |
| 26. Januar    | Alfred Löwengard               | deutscher Architekt                                                                                 | 72    |       |
| 25. Januar    | Flora Shaw                     | britische Journalistin und Kinderbuchautorin                                                        | 76    |       |
| 26. Januar    | Albert Trachsel                | Schweizer Maler, Architekt und Schriftsteller                                                       | 65    |       |
| 26. Januar    | Josef Zimmermann               | deutscher Politiker der SPD, Landrat und Polizeipräsident                                           | 57    |       |
| 27. Januar    | Bogislav von Bonin             | preußischer Politiker (Deutschkonservative Partei), MdR, pommerscher Gutsbesitzer                   | 86    |       |
| 27. Januar    | Luise Kiesselbach              | deutsche Politikerin und Frauenrechtlerin                                                           | 65    |       |
| 27. Januar    | Fanny Klinck                   | deutsche Schriftstellerin                                                                           | 84    |       |
| 27. Januar    | Magnus von Wedderkop           | deutscher Jurist und Publizist                                                                      | 64    |       |
| 28. Januar    | Ernst Engel                    | deutscher Verwaltungsbeamter in Südwestafrika und Gelegenheitsdichter                               | 57    |       |
| 28. Januar    | Maritcha Lyons                 | US-amerikanische Lehrerin, Bürger- und Frauenrechtlerin                                             | 80    |       |
| 28. Januar    | Hans von Plessen               | preußischer Offizier, zuletzt Generaloberst im Rang eines Generalfeldmarschalls im Ersten Weltkrieg | 87    |       |
| 28. Januar    | Bruno Steglich                 | deutscher Agrarwissenschaftler                                                                      | 71    |       |
| 28. Januar    | Theodoor Verhey                | niederländischer Komponist                                                                          | 80    |       |
| 29. Januar    | Thomas Burr Osborne            | US-amerikanischer Biochemiker und Mitentdecker des Vitamin A                                        | 69    |       |
| 29. Januar    | Charles Fox Parham             | US-amerikanischer Prediger und Mitbegründer der Pfingstbewegung                                     | 55    |       |
| 29. Januar    | Hans Prutz                     | deutscher Historiker und Hochschullehrer                                                            | 85    |       |
| 29. Januar    | Paul Gerson Unna               | deutscher Arzt und Dermatologe                                                                      | 78    |       |
| 30. Januar    | La Goulue                      | französische Cancan-Tänzerin und Dompteuse                                                          | 62    |       |
| 31. Januar    | Jan Karafiát                   | tschechischer evangelischer Pfarrer und Schriftsteller                                              | 83    |       |
| Anfang Januar | Ida Buse                       | deutsche Theaterschauspielerin                                                                      | 78    |       |

## Februar
| Tag         | Name                                     | Beruf, bekannt als | Alter | Beleg |
| ----------- | ---------------------------------------- | --- | ----- | ----- |
| 1. Februar  | Karl Julius Beloch                       | deutscher Althistoriker | 75    |       |
| 1. Februar  | August Halm                              | deutscher Komponist, Theologe und Musikpädagoge | 59    |       |
| 1. Februar  | Marcel Lermoyez                          | französischer HNO-Arzt | 70    |       |
| 1. Februar  | Karl Lindemann                           | russischer Zoologe, Entomologe und Vertreter der Interessen der deutschen Kolonisten                                                                        | 81    |       |
| 1. Februar  | Paul Möhler                              | deutscher Politiker (Zentrum) und Oberbürgermeister von Gmünd                                                                                               | 76    |       |
| 1. Februar  | Edmund Benedikt                          | österreichischer Jurist und Politiker | 77    |       |
| 2. Februar  | Henri Biva                               | französischer Maler | 81    |       |
| 2. Februar  | Bruno Heckel                             | deutscher Ringer | 41    |       |
| 2. Februar  | William Sohmer                           | US-amerikanischer Politiker | 76    |       |
| 2. Februar  | Ludwig Wittmack                          | deutscher Botaniker | 89    |       |
| 3. Februar  | Agner Krarup Erlang                      | dänischer Mathematiker | 51    |       |
| 3. Februar  | Elisabeth Järnefelt                      | finnische Kunstfördererin | 90    |       |
| 3. Februar  | Georg Hendrik Witte                      | niederländischer Komponist, Königlicher und Städtischer Musikdirektor                                                                                       | 85    |       |
| 4. Februar  | Wilhelm Benkert                          | württembergischer Landtagsabgeordneter | 52    |       |
| 4. Februar  | Albert Manthe                            | deutscher Bildhauer | 81    |       |
| 4. Februar  | Victor Michels                           | deutscher Germanist | 62    |       |
| 4. Februar  | Hugo Salus                               | böhmischer Schriftsteller | 62    |       |
| 5. Februar  | Franz Bischoff                           | US-amerikanischer Künstler | 65    |       |
| 5. Februar  | Paula Eberty                             | deutsche Theater- und Stummfilmschauspielerin | 58    |       |
| 5. Februar  | Karl Friedrich Geldner                   | deutscher Orientalist, Hochschullehrer und Autor | 76    |       |
| 5. Februar  | Siegfried Heckscher                      | deutscher Jurist, Schriftsteller und Politiker (FVg, FVP), MdR                                                                                              | 58    |       |
| 5. Februar  | Ehrenfried Günther Freiherr von Hünefeld | deutscher Flugpionier und Initiator des ersten Ost-West-Fluges über den Nordatlantik im Jahr 1928                                                           | 36    |       |
| 6. Februar  | Frederick Taylor Gates                   | US-amerikanischer Baptistenpastor, Vermögensverwalter und Berater von John D. Rockefeller                                                                   | 75    |       |
| 6. Februar  | Minnie Hauk                              | US-amerikanische Opernsängerin | 77    |       |
| 6. Februar  | James Johnson                            | kanadischer Politiker | 73    |       |
| 6. Februar  | Albert Kuhn                              | Schweizer Benediktiner, Kunsthistoriker, Autor | 89    |       |
| 6. Februar  | Maria Christina von Österreich           | Regentin von Spanien | 70    |       |
| 6. Februar  | Siegfried Ochs                           | deutscher Chorleiter und Komponist | 70    |       |
| 6. Februar  | Ferdinand Orlamünder                     | deutscher Gutsbesitzer und Politiker | 81    |       |
| 6. Februar  | Wilhelm Schmieding                       | deutscher Politiker und Landesdirektor Waldeck | 49    |       |
| 6. Februar  | Charlotte Carmichael Stopes              | schottisch-britische Geschichts- und Literaturwissenschaftlerin, Autorin und Aktivistin für Frauenrechte                                                    | 89    |       |
| 7. Februar  | Erich Dummer                             | deutscher Maler | 39    |       |
| 7. Februar  | Erhard August Scheidt                    | deutscher Fabrikant und Politiker | 64    |       |
| 7. Februar  | Edwin S. Underhill                       | US-amerikanischer Politiker | 67    |       |
| 7. Februar  | Otto Wenzel                              | Journalist, deutscher Genossenschaftsdirektor, beteiligt an der Einführung der „Allgemeinen Normal-Unfallverhütungsvorschriften“ in der deutschen Industrie | 88    |       |
| 7. Februar  | Dudley G. Wooten                         | US-amerikanischer Jurist und Politiker | 68    |       |
| 8. Februar  | Carville Benson                          | US-amerikanischer Politiker | 56    |       |
| 8. Februar  | Achille D’Orsi                           | italienischer Bildhauer | 83    |       |
| 8. Februar  | Edwin Denby                              | US-amerikanischer Politiker | 58    |       |
| 8. Februar  | Julius Kretzschmar                       | deutscher Bergamtsrat und Geheimer Finanzrat | 70    |       |
| 8. Februar  | Oscar Rex                                | österreichischer Maler | 71    |       |
| 8. Februar  | Eduard Heinrich Roscher                  | deutscher Kaufmann, Politiker, MdHB und Senator | 90    |       |
| 9. Februar  | Walter Gramatté                          | deutscher Maler des magischen Realismus | 32    |       |
| 9. Februar  | Hermann Hahn                             | deutscher Architekt | 87    |       |
| 9. Februar  | Posey G. Lester                          | US-amerikanischer Politiker | 78    |       |
| 9. Februar  | Jakob Loewenberg                         | deutscher Schriftsteller und Pädagoge | 72    |       |
| 9. Februar  | Frederic Lucas                           | US-amerikanischer Biologe und Museumsdirektor | 76    |       |
| 9. Februar  | Karl Lützel                              | deutscher Bäckermeister und Politiker (NLP), MdR | 69    |       |
| 9. Februar  | Harry von Rège                           | preußischer Offizier | 69    |       |
| 10. Februar | Marie von Baer                           | deutsche Schriftstellerin | 62    |       |
| 10. Februar | Max Grünert                              | böhmischer Literaturwissenschaftler und Orientalist | 79    |       |
| 10. Februar | Friedrich Haux                           | deutscher Textilunternehmer | 68    |       |
| 10. Februar | Nagai Nagayoshi                          | japanischer Chemiker | 84    |       |
| 10. Februar | Albert Steinrück                         | deutscher Theater- und Stummfilmschauspieler | 56    |       |
| 10. Februar | Heinz Stoffregen                         | deutscher Architekt | 49    |       |
| 10. Februar | Anna Vietor                              | deutsche Pädagogin | 68    |       |
| 11. Februar | Frank P. Flint                           | US-amerikanischer Politiker | 66    |       |
| 11. Februar | Hans von Gersdorff                       | preußischer Generalmajor | 81    |       |
| 11. Februar | Elisabeth Grabowski                      | deutsche Schriftstellerin und Heimatforscherin | 64    |       |
| 11. Februar | Johann II.                               | Fürst von Liechtenstein | 88    |       |
| 11. Februar | Anton Klamroth                           | deutscher Porträtmaler und Pastellmaler | 68    |       |
| 11. Februar | Conrad Peter Laar                        | deutscher Chemiker | 75    |       |
| 11. Februar | Carl Wünnenberg                          | deutscher Maler | 78    |       |
| 12. Februar | Rafael Barradas                          | uruguayischer Maler | 39    |       |
| 12. Februar | James Andrew Beall                       | US-amerikanischer Politiker | 62    |       |
| 12. Februar | Eugène de Faye                           | evangelischer Kirchenhistoriker | 68    |       |
| 12. Februar | Lillie Langtry                           | britische Schauspielerin, Kurtisane und Mätresse von König Eduard VII. von Großbritannien                                                                   | 75    |       |
| 12. Februar | Albert von Schrenck-Notzing              | deutscher Mediziner und Parapsychologe | 66    |       |
| 12. Februar | Bernhard von der Schulenburg             | königlich-preußischer Generalmajor und Rechtsritter des Johanniterordens                                                                                    | 84    |       |
| 13. Februar | Thomas Holmes Blakesley                  | britischer Practical Scientist |       |       |
| 13. Februar | Heinrich Busch                           | deutscher Pianist und Komponist | 28    |       |
| 13. Februar | Heinrich Fath                            | österreichischer General der Infanterie im Ersten Weltkrieg                                                                                                 | 65    |       |
| 13. Februar | Franz Oppenheim                          | deutscher Chemiker, Industrieller und Kunstsammler | 76    |       |
| 13. Februar | Alwin Peschke                            | deutscher Komponist, Musiker und Kapellmeister | 59    |       |
| 13. Februar | Charles Skerrett                         | britischer Richter, Chief Justice of New Zealand | 65    |       |
| 14. Februar | Thomas Burke                             | US-amerikanischer Leichtathlet | 54    |       |
| 14. Februar | Paul Dumcke                              | deutscher Wirtschaftsführer | 69    |       |
| 14. Februar | Ludwig Linzinger                         | deutscher und österreichische Bildhauer und Altarbauer | 68    |       |
| 14. Februar | Jakob Maier                              | deutscher Kunstmaler, Fotograf und Landwirt | 74    |       |
| 14. Februar | Elmore Y. Sarles                         | US-amerikanischer Politiker | 70    |       |
| 14. Februar | Ferdinand August Schmidt                 | deutscher Arzt und Sportphysiologe | 76    |       |
| 14. Februar | Peter Stern                              | deutscher Lokalpolitiker, Oberbürgermeister von Viersen | 76    |       |
| 14. Februar | Paul Zifferer                            | österreichischer Schriftsteller, Journalist und Diplomat | 49    |       |
| 15. Februar | Adolf von Boog                           | österreichischer Feldmarschalleutnant der k.u.k. Armee | 62    |       |
| 15. Februar | Rudolf Dittrich                          | deutscher Politiker | 74    |       |
| 15. Februar | Fritz Klopper                            | deutscher Musikpädagoge und Komponist | 39    |       |
| 15. Februar | Fernand Le Borne                         | französischer Komponist belgischer Herkunft | 66    |       |
| 15. Februar | Johann Scherpe                           | österreichischer Bildhauer | 75    |       |
| 15. Februar | Helene Stökl                             | deutsche Schriftstellerin | 83    |       |
| 16. Februar | Wacław Łopuszyński                       | polnischer Eisenbahningenieur und Dampflokomotivkonstrukteur                                                                                                | 72    |       |
| 16. Februar | Hugo Mühlig                              | deutscher Maler des Impressionismus | 74    |       |
| 16. Februar | L. C. Pedersen                           | dänisch-amerikanischer Unternehmer und Politiker | 66    |       |
| 17. Februar | Heinrich Baltazzi                        | österreichischer Offizier und Pferdesportler | 70    |       |
| 17. Februar | Edward John King                         | US-amerikanischer Politiker | 61    |       |
| 17. Februar | Arnold Norlind                           | schwedischer Geograf und Schriftsteller | 45    |       |
| 17. Februar | James Colebrooke Patterson               | kanadischer Politiker, Vizegouverneur von Manitoba |       |       |
| 17. Februar | Hans Ludwig Rosegger                     | österreichischer Schriftsteller | 48    |       |
| 17. Februar | Engelbert Seibertz                       | deutscher Architekt des Historismus | 72    |       |
| 18. Februar | Clara Müller                             | Schweizer Malerin | 66    |       |
| 18. Februar | Alwin Saenger                            | deutscher Politiker (SPD), MdR | 47    |       |
| 18. Februar | Hermann Wartmann                         | Schweizer Historiker und Politiker | 93    |       |
| 18. Februar | Henry Felix Woods                        | Admiral und Pasha in der osmanischen Marine | 85    |       |
| 19. Februar | Werner von Alvensleben-Neugattersleben   | Besitzer des Fideikommiss Neugattersleben, preußischer Kammerherr und Schlosshauptmann von Quedlinburg                                                      | 88    |       |
| 19. Februar | Joseph Boussinesq                        | französischer Mathematiker und Physiker | 86    |       |
| 19. Februar | Otto Kreß von Kressenstein               | bayerischer Generaloberst und Kriegsminister | 78    |       |
| 19. Februar | Wilhelm Rein                             | deutscher Pädagoge | 81    |       |
| 19. Februar | Hugo Wernekke                            | deutscher Pädagoge in Weimar | 82    |       |
| 20. Februar | Edward Atkinson                          | britischer Antarktisforscher und Marinearzt | 47    |       |
| 20. Februar | Manuel Díaz                              | kubanischer Fechter | 54    |       |
| 20. Februar | André Lambert                            | Schweizer Architekt | 77    |       |
| 20. Februar | John Grenfell Maxwell                    | britischer General | 69    |       |
| 20. Februar | Carl Sonnenschein                        | deutscher katholischer Priester | 52    |       |
| 20. Februar | Otto Weil                                | deutscher Maler und Grafiker | 44    |       |
| 21. Februar | Michael Kreß                             | fränkischer Volksdichter | 86    |       |
| 21. Februar | Benjamin R. Lacy                         | US-amerikanischer Eisenbahner und Politiker | 74    |       |
| 21. Februar | Lyman A. Mills                           | US-amerikanischer Politiker | 87    |       |
| 21. Februar | Carl Müller                              | deutscher Ingenieur | 81    |       |
| 21. Februar | Otto von Schmidt                         | bayerischer Offizier, General der Kavallerie | 72    |       |
| 21. Februar | Gustav Trittel                           | deutscher Pädagoge und Politiker (NLP), MdR | 64    |       |
| 22. Februar | Gunnar Heiberg                           | norwegischer Dramatiker und Journalist | 71    |       |
| 22. Februar | Louis Quentin                            | deutscher Jurist und Politiker, MdR, Oberbürgermeister von Herford                                                                                          | 81    |       |
| 22. Februar | Gisela Staudigl                          | österreichische Opernsängerin (Mezzosopran) | 68    |       |
| 22. Februar | Herman H. Taylor                         | US-amerikanischer Politiker | 51    |       |
| 22. Februar | Emil Hardt                               | österreichischer Jurist und Ministerialbeamter | 86    |       |
| 23. Februar | Richard Causton, 1. Baron Southwark      | britischer Politiker der Liberal Party | 85    |       |
| 23. Februar | Antonie Graf                             | österreichische Journalistin und Sportlerin | 83    |       |
| 23. Februar | Mercédès Jellinek                        | Namenspatin der Automarke Mercedes | 39    |       |
| 23. Februar | Paul Stengel                             | deutscher Altphilologe und Gymnasiallehrer | 78    |       |
| 23. Februar | Jost Winteler                            | Schweizer Sprachwissenschafter, Lehrer, Ornithologe und Dichter sowie Albert Einsteins Hausvater in Aarau                                                   | 82    |       |
| 24. Februar | Ernst Mauritz Dahlin                     | schwedischer Mathematikhistoriker | 85    |       |
| 24. Februar | Arthur Mallison                          | deutscher Jurist und Präsident der Reichsbahndirektion Köln                                                                                                 |       |       |
| 24. Februar | André Messager                           | französischer Dirigent und Komponist | 75    |       |
| 24. Februar | Georg Schmiedel                          | sozialistischer Lehrer und der Initiator zur Gründung des Vereins Naturfreunde                                                                              | 73    |       |
| 24. Februar | Karl Volkert                             | österreichischer Politiker (SDAP) | 61    |       |
| 24. Februar | Leo Vonderscheer                         | französisch-deutscher Jurist, und Politiker, MdR | 64    |       |
| 25. Februar | Alexander Binder                         | jüdischer Fotograf vermutlich Schweizer Herkunft | 40    |       |
| 25. Februar | Anton Cadonau                            | Schweizer Kaufmann | 79    |       |
| 25. Februar | André Castaigne                          | französisch-US-amerikanischer Maler | 68    |       |
| 25. Februar | James Patton Flick                       | US-amerikanischer Politiker | 83    |       |
| 25. Februar | František Neumann                        | tschechischer Komponist, Dirigent und Musikpädagoge | 54    |       |
| 25. Februar | Jean-Baptiste Ollitrault de Kéryvallan   | französischer römisch-katholischer Geistlicher, Trappist, Abt und Generalabt                                                                                | 66    |       |
| 25. Februar | Georg Pick                               | deutscher Reichsgerichtsrat | 59    |       |
| 25. Februar | Louis Schlegel                           | deutscher Politiker (SPD), MdR1 | 70    |       |
| 25. Februar | Antonio Vico                             | italienischer Kardinal der römisch-katholischen Kirche | 82    |       |
| 25. Februar | Carl Wolff                               | deutscher Architekt und Baubeamter, Denkmalpfleger und Stadtbaurat in Hannover                                                                              | 69    |       |
| 26. Februar | Jens Chemnitz                            | grönländischer Pastor | 75    |       |
| 26. Februar | Karl von Dörnberg                        | preußischer Landrat und Geheimer Regierungsrat | 65    |       |
| 26. Februar | Heinrich Adolf Dresler                   | deutscher Industrieller und Politiker, MdR | 93    |       |
| 26. Februar | Kurt Faber                               | deutscher Politologe und Autor | 45    |       |
| 26. Februar | Zenon Frydrychowicz                      | polnischer Jurist und Gerichtspräsident in Bydgoszcz | 77    |       |
| 26. Februar | Karl Friedrich Reiche                    | deutscher Botaniker | 68    |       |
| 26. Februar | Helmut Stegemann                         | deutscher Architekt | 37    |       |
| 27. Februar | Hugo von Habermann                       | deutscher Maler | 79    |       |
| 27. Februar | Briton Hadden                            | US-amerikanischer Verleger | 31    |       |
| 27. Februar | Clementine Hahn                          | deutsche Malerin und Kunstgewerblerin | 62    |       |
| 27. Februar | Peter Markovič                           | österreichischer Maler | 62    |       |
| 27. Februar | Friedrich Neblung                        | Konstrukteur | 68    |       |
| 28. Februar | George Frederic Allen                    | neuseeländischer Architekt | 92    |       |
| 28. Februar | Josef Friedrich Koch                     | evangelischer Pfarrer und Superintendent | 90    |       |
| 28. Februar | Clemens von Pirquet                      | österreichischer Kinderarzt, Bakteriologe, Immunologe | 54    |       |
|             | Friedrich Grünhagen                      | deutscher Politiker (SPD) und Senator für Inneres der Freien Stadt Danzig (1928–1931)                                                                       |       |       |

## März
| Tag      | Name                                         | Beruf, bekannt als                                                                                               | Alter | Beleg |
| -------- | -------------------------------------------- | --- | ----- | ----- |
| 1. März  | James Albert Manning Aikins                  | kanadischer Rechtsanwalt, Vizegouverneur von Manitoba                                                            | 77    |       |
| 1. März  | Rudolph von Berger                           | württembergischer Generalleutnant                                                                                | 80    |       |
| 1. März  | Wilhelm von Bode                             | deutscher Kunsthistoriker und Museumsdirektor                                                                    | 83    |       |
| 1. März  | Vincenzo Gemito                              | italienischer Bildhauer, Zeichner und Goldschmied                                                                | 76    |       |
| 1. März  | Ernst Oppler                                 | deutscher Maler und Radierer                                                                                     | 61    |       |
| 1. März  | Royal Hurlburt Weller                        | US-amerikanischer Jurist und Politiker                                                                           | 47    |       |
| 2. März  | Sebastian Buchegger                          | deutscher Architekt                                                                                              | 59    |       |
| 2. März  | Gottlieb Coradi                              | Schweizer Feinmechaniker                                                                                         | 81    |       |
| 2. März  | William Corin                                | englisch-australischer Elektrotechniker                                                                          | 61    |       |
| 2. März  | Renato Fondi                                 | italienischer Dichter, Musikkritiker und Essayist                                                                | 41    |       |
| 2. März  | Ludwig Hamann                                | deutscher Schriftsteller, Journalist und Verleger                                                                | 61    |       |
| 2. März  | Edward Hobart Seymour                        | Admiral der britischen Royal Navy                                                                                | 88    |       |
| 3. März  | Albert Maunoir                               | Schweizer Jurist und Politiker                                                                                   | 65    |       |
| 3. März  | Wilhelm Roehl                                | deutscher Pharmakologe                                                                                           | 47    |       |
| 4. März  | Ramón Báez                                   | dominikanischer Politiker und Präsident                                                                          |       |       |
| 4. März  | Reginald Czermack                            | österreichischer Unternehmer und Feuerwehrpionier                                                                |       |       |
| 4. März  | A. Jeff McLemore                             | US-amerikanischer Politiker                                                                                      | 71    |       |
| 4. März  | Joshua Weldon Miles                          | US-amerikanischer Politiker                                                                                      | 70    |       |
| 4. März  | Elisa Wipf                                   | Schweizer Germanistin                                                                                            | 46    |       |
| 5. März  | David Dunbar Buick                           | US-amerikanischer Ingenieur, Erfinder und Industrieller                                                          | 74    |       |
| 5. März  | Leonhard Keil                                | Domherr in Trier                                                                                                 | 70    |       |
| 5. März  | Bernhard von Kleist                          | preußischer Landwirt und Politiker                                                                               | 85    |       |
| 5. März  | William Küster                               | deutscher Chemiker                                                                                               | 65    |       |
| 6. März  | Moses Edwin Clapp                            | US-amerikanischer Politiker                                                                                      | 77    |       |
| 6. März  | Wilhelm Felten                               | deutscher Pädagoge und Historiker                                                                                | 73    |       |
| 6. März  | Josef Holeček                                | tschechischer Schriftsteller, Übersetzer und Journalist                                                          | 76    |       |
| 6. März  | Otto Jaekel                                  | deutscher Geologe und Paläontologe                                                                               | 66    |       |
| 6. März  | Pete Muldoon                                 | kanadischer Eishockeytrainer und -funktionär                                                                     |       |       |
| 6. März  | Otto Penzig                                  | italienischer Botaniker und Lexikograf deutscher Herkunft                                                        | 72    |       |
| 6. März  | Michael Schneider                            | österreichischer Politiker (CSP)                                                                                 | 73    |       |
| 6. März  | Thomas Taggart                               | US-amerikanischer Politiker                                                                                      | 72    |       |
| 6. März  | Michael Wolf                                 | Landtagsabgeordneter Großherzogtum Hessen                                                                        | 69    |       |
| 7. März  | Heinrich Bammel                              | preußischer Bürgermeister                                                                                        | 73    |       |
| 7. März  | Max Burgmann                                 | deutscher Jurist und Bürgermeister von Schwerin                                                                  | 84    |       |
| 7. März  | Auguste Groner                               | österreichische Schriftstellerin                                                                                 | 78    |       |
| 7. März  | Emil von Scotti                              | preußischer Generalleutnant                                                                                      | 80    |       |
| 8. März  | Juan B. Delgado Altamirano                   | mexikanischer Botschafter und Poet                                                                               | 60    |       |
| 9. März  | Albert Bäuml                                 | Inhaber, Leiter und Erneuerer der Nymphenburger Porzellanmanufaktur                                              | 73    |       |
| 9. März  | Victor Ehrenberg                             | deutscher Rechtswissenschaftler                                                                                  | 77    |       |
| 9. März  | Robert Finlay, 1. Viscount Finlay            | britischer Jurist und Lordkanzler (1916–1919) sowie Richter am Ständigen Internationalen Gerichtshof (1922–1929) | 86    |       |
| 9. März  | Friedrich Freudenthal                        | deutscher Autor und Heimatschriftsteller in Niederdeutschland                                                    | 79    |       |
| 9. März  | Gustav Fuchs                                 | deutscher Zeitungsverleger und Senator im Danziger Magistrat                                                     | 71    |       |
| 9. März  | Paul Gallimard                               | französischer Kunstsammler                                                                                       | 78    |       |
| 9. März  | Josef Suwelack                               | deutscher Unternehmer und Firmengründer in der Gründerzeit                                                       | 79    |       |
| 9. März  | John N. Tillman                              | US-amerikanischer Politiker                                                                                      | 69    |       |
| 9. März  | Émile Auguste Zurlinden                      | französischer General und Kriegsminister                                                                         | 91    |       |
| 10. März | Wilhelm Glässing                             | deutscher Politiker (nationalliberale Partei)                                                                    | 63    |       |
| 10. März | Heinrich Wendelin Soherr                     | Landtagsabgeordneter Volksstaat Hessen                                                                           | 65    |       |
| 10. März | Isidor Trauzl                                | österreichischer Chemiker und Industrieller                                                                      | 88    |       |
| 10. März | Franz Wagner                                 | österreichischer Politiker                                                                                       | 68    |       |
| 11. März | Franz Berger                                 | österreichischer Politiker und Bürgermeister der Stadt Salzburg                                                  | 68    |       |
| 11. März | Lawrence Dundas, 1. Marquess of Zetland      | britischer Peer und Politiker                                                                                    | 84    |       |
| 11. März | Joseph Toole                                 | US-amerikanischer Politiker                                                                                      | 77    |       |
| 12. März | Asa Griggs Candler                           | US-amerikanischer Unternehmer und Politiker                                                                      | 77    |       |
| 12. März | Maurice Hauriou                              | französischer Rechtswissenschaftler                                                                              | 72    |       |
| 12. März | Franz Mejzr                                  | österreichischer Chorgründer                                                                                     | 60    |       |
| 12. März | Simon Weber                                  | deutscher Theologe und Universitätsprofessor                                                                     | 63    |       |
| 13. März | Elisabeth Flühmann                           | Schweizer Pädagogin und Frauenrechtlerin                                                                         | 78    |       |
| 13. März | Henry Scott Tuke                             | britischer Maler                                                                                                 | 70    |       |
| 14. März | Josef Böhm                                   | deutscher Bankier und Politiker (BVP), MdR                                                                       | 63    |       |
| 14. März | Benno Credé                                  | deutscher Chirurg und Generalarzt                                                                                | 81    |       |
| 14. März | Erasmus Kittler                              | deutscher Elektrotechnik-Pionier                                                                                 | 76    |       |
| 14. März | Eduard Mörike                                | deutscher Pianist, Komponist, Kapellmeister                                                                      | 51    |       |
| 14. März | Rudolf Oberhauser                            | österreichischer Opernsänger (Bariton)                                                                           | 76    |       |
| 15. März | Johann Heinrich Bühler-Honegger              | Schweizer Industrieller und Politiker                                                                            | 95    |       |
| 15. März | Mina Hoegel                                  | österreichische Malerin und Restauratorin                                                                        | 79    |       |
| 15. März | Mara Hoffmann                                | Malschülerin und Modell des Malers Leo Putz                                                                      | 37    |       |
| 15. März | Ellef Ringnes                                | norwegischer Unternehmer                                                                                         | 86    |       |
| 15. März | Pinetop Smith                                | US-amerikanischer Jazz-Pianist                                                                                   | 24    |       |
| 15. März | Martin Zott                                  | deutscher Landwirt und Politiker (Zentrum), MdR                                                                  | 87    |       |
| 17. März | Eugene Jerome Hainer                         | US-amerikanischer Politiker                                                                                      | 77    |       |
| 17. März | Antoni Lange                                 | polnischer Lyriker, Philosoph, Schriftsteller und Dramatiker                                                     |       |       |
| 17. März | Bona Peiser                                  | deutsche Volksbibliothekarin                                                                                     | 64    |       |
| 17. März | Emil Rosenberg                               | deutscher Klassischer Philologe und Gymnasiallehrer                                                              | 79    |       |
| 18. März | Wilhelm Bartz                                | deutscher Politiker (SPD, USPD, KPD), MdR                                                                        | 47    |       |
| 18. März | Carl Boerner                                 | deutscher Gutsbesitzer und Politiker, Landtagsabgeordneter, MdR                                                  | 82    |       |
| 18. März | Hamza Hakimzoda Niyoziy                      | usbekischer Schriftsteller und Komponist                                                                         | 40    |       |
| 18. März | Luis Polo de Bernabé Pilón                   | spanischer Diplomat                                                                                              | 74    |       |
| 19. März | Hans Ferdinand Helmolt                       | deutscher Historiker und politischer Publizist                                                                   | 63    |       |
| 19. März | Agnes Sapper                                 | deutsche Schriftstellerin                                                                                        | 76    |       |
| 19. März | Edmund Steinacker                            | deutsch-ungarischer Publizist und Politiker                                                                      | 89    |       |
| 19. März | Bernhard Weerts                              | deutscher Baptistenpastor und Leiter des Theologischen Seminars Hamburg-Horn                                     | 70    |       |
| 20. März | Ferdinand Foch                               | Marschall von Frankreich im Ersten Weltkrieg                                                                     | 77    |       |
| 20. März | Hermann Gleisberg                            | deutscher Politiker und Unternehmer                                                                              | 81    |       |
| 20. März | Eduard Meijer                                | niederländischer Schwimmer und Wasserballspieler                                                                 | 51    |       |
| 20. März | Wilhelm Sauer                                | deutscher Bildhauer                                                                                              | 63    |       |
| 21. März | Félix Arago                                  | französischer Konteradmiral                                                                                      | 79    |       |
| 21. März | Domenico Ciampoli                            | italienischer Schriftsteller und Übersetzer                                                                      | 76    |       |
| 21. März | Francis B. De Witt                           | US-amerikanischer Politiker                                                                                      | 80    |       |
| 21. März | Reinhold Fritzsche                           | deutscher Politiker (SPD)                                                                                        | 78    |       |
| 21. März | Otto Liebe                                   | dänischer Politiker                                                                                              | 68    |       |
| 21. März | August Schmidt                               | deutscher Geophysiker und Meteorologe                                                                            | 89    |       |
| 21. März | Heinrich Splieth                             | deutscher Bildhauer                                                                                              | 52    |       |
| 21. März | Josef Stump                                  | Schweizer Komponist und Schwyzerörgeler                                                                          |       |       |
| 22. März | Anton Beer-Walbrunn                          | deutscher Komponist                                                                                              | 64    |       |
| 22. März | August Dicke                                 | deutscher Kommunalpolitiker; Oberbürgermeister von Solingen                                                      | 69    |       |
| 22. März | Auguste Doutrepont                           | belgischer Romanist und Wallonist                                                                                | 63    |       |
| 22. März | Johann Ginzinger                             | österreichischer Landespolitiker (SPÖ)                                                                           | 48    |       |
| 22. März | Inoue Yoshika                                | japanischer Großadmiral                                                                                          | 83    |       |
| 23. März | Edwin Henckel von Donnersmarck               | deutscher Graf, Unternehmer und Politiker (Zentrum)                                                              | 64    |       |
| 23. März | Alex Höpperger                               | österreichischer Nationalsänger                                                                                  | 63    |       |
| 23. März | Alfred Edwin Eaton                           | britischer Geistlicher und Entomologe                                                                            | 84    |       |
| 23. März | Maurice Sarrail                              | französischer General                                                                                            | 72    |       |
| 23. März | Sugita Teiichi                               | japanischer Politiker                                                                                            | 77    |       |
| 24. März | Friedrich Messerschmidt                      | deutscher Motorradrennfahrer                                                                                     | 22    |       |
| 24. März | Samuel Rea                                   | US-amerikanischer Ingenieur und Unternehmer                                                                      | 73    |       |
| 24. März | Josef Turnwald                               | deutscher Politiker und Schriftsteller                                                                           | 83    |       |
| 25. März | Otokar Březina                               | tschechischer Dichter                                                                                            | 60    |       |
| 25. März | Bruno Möhring                                | deutscher Architekt                                                                                              | 65    |       |
| 25. März | Robert Ridgway                               | US-amerikanischer Ornithologe                                                                                    | 78    |       |
| 25. März | Hermann Rinne                                | deutscher Politiker (DDP), MdL                                                                                   | 67    |       |
| 25. März | Walter R. Stubbs                             | US-amerikanischer Politiker                                                                                      | 70    |       |
| 26. März | Emil Bahrfeldt                               | deutscher Numismatiker und Versicherungsmanager                                                                  | 79    |       |
| 26. März | Aurelio Galli                                | italienischer Kardinal der römisch-katholischen Kirche                                                           | 63    |       |
| 26. März | Sigisbert Liebert                            | Abt der Benediktinerabtei Schäftlarn                                                                             | 78    |       |
| 27. März | Annette Beveridge                            | britische Orientalistin                                                                                          | 86    |       |
| 27. März | Paul Kemmler                                 | Psychiater, erster ärztlicher Direktor und Fotograf der königlich-württembergischen Heilanstalt Weinsberg        | 63    |       |
| 27. März | Margaret Cambridge, Marchioness of Cambridge | Mitglied der britischen Königsfamilie und letzte Herzogin von Teck im Königreich Württemberg                     | 55    |       |
| 27. März | August Reinbrecht                            | deutscher Jurist und Landrat                                                                                     | 46    |       |
| 27. März | Carl Johann Heinrich Röver                   | deutscher Orgelbauer                                                                                             | 77    |       |
| 27. März | Samuil Ossipowitsch Schatunowski             | ukrainischer Mathematiker                                                                                        | 70    |       |
| 28. März | Katharine Lee Bates                          | US-amerikanische Autorin und Liedtexterin                                                                        | 69    |       |
| 28. März | Lomer Gouin                                  | kanadischer Politiker, Premierminister und Vizegouverneur von Québec                                             | 68    |       |
| 28. März | Kurt von Kries                               | preußischer Landschaftsrat und Politiker                                                                         | 80    |       |
| 28. März | Franz Kuhn                                   | deutscher Chirurg                                                                                                | 62    |       |
| 28. März | Frederick Brotherton Meyer                   | britischer baptistischer Pastor, Evangelist, Missionar und Autor                                                 | 81    |       |
| 29. März | Marian Andrews                               | britische Schriftstellerin                                                                                       | 90    |       |
| 29. März | Friedrich Loenartz                           | deutscher Jurist und Politiker (Zentrum), MdL                                                                    | 42    |       |
| 29. März | Hugh John Macdonald                          | kanadischer Politiker                                                                                            | 79    |       |
| 29. März | Meta von Salis                               | Schweizer Historikerin und Frauenrechtlerin                                                                      | 74    |       |
| 30. März | Georg Kaßner                                 | preußischer Chemiker, Pharmazeut und Geheimer Regierungsrat                                                      | 71    |       |
| 31. März | Myron T. Herrick                             | US-amerikanischer Politiker                                                                                      | 74    |       |
| 31. März | Gustave Labelle                              | kanadischer Cellist, Komponist und Musikpädagoge                                                                 | 50    |       |
| 31. März | Evaristo Lucidi                              | Kardinal der römisch-katholischen Kirche                                                                         | 62    |       |